# Бривземниек, Фрицис
Фри́цис Бри́вземниекс (латыш. Fricis Brīvzemnieks; в русской историографии Ф. Бри́вземниек; настоящее имя Фриц Екабович (Фёдор Яковлевич) Трейланд; 1 ноября 1846, Айзпутский край — 15 сентября 1907, Рига) — латышский писатель, поэт, фольклорист, адвокат, журналист, общественный и политический деятель. Активный участник прогрессивно-национального движения «младолатышей» 1860-х годов. Составитель первого сборника латышских сказок «Наши народные сказки».

## Биография
Родился 1 ноября 1846 в Каздангской волости. Мать Фрициса рано умерла, и его воспитанием занималась бабушка по отцовской линии, которая была большим знатоком латышского фольклора. С 1859 по 1862 год учился в уездной немецкой школе. С 1864 по 1866 обучался в Горецких землемерно-таксаторских классах (школе землемеров), затем пытался поступить в Петербургский горный институт, но не выдержал конкурс.
В 1866 году поступает на юридический факультет Московского университета. Сотрудничал с университетским обществом антропологии и этнографии, собирал фольклорную информацию, публиковал в научных изданиях. Читал лекции, проводил латвийские собрания. Также сотрудничал с литовскими деятелями культуры. В 1867 году начинает работать землемером и вольнослушателем в Московском университете. В это время он знакомится с Кришьянисом Валдемаром и Кришьянисом Бароном.
По инициативе Кришьяниса Валдемарса Фрицис Бривземниекс начал организовывать в Москве Латышские чтения, которые переросли в академическое объединение «Austrums». С начала 1885 года начал выходить его литературный и научно-популярный журнал «Austrums». До 1887 года он значился университетским периодическим изданием, печатался в университетской типографии, а его главным редактором был младший соратник Валдемарса — лектор немецкого языка университета Екаб Велме.
В начале 1869 года на заседании Русского географического общества было принято решение начать изучение этнографии латышского народа. Председатель Этнографического отдела Н. А. Попов разработал широкую программу сбора материалов, и Фрицис Бривземниекс отправился в поездку по Лифляндии и Курляндии. В 1881 году Бривземниекса принимают в действительные члены Общества.
С 1887 (с 1889 года в Риге) до 1904 года Ф. Бривземниекс работал школьным инспектором в Латвии.
Писал стихи о Латвии и о Литве. В 1887 году выпустил первый сборник латвийских сказок «Сказки нашего народа». Входил в правление Императорского общества для содействия русскому торговому мореходству.
Скончался 15 сентября 1907 года в Риге. Похоронен на Большом кладбище.

## Издания
По заданию общества при Московском университете организовал и непосредственно участвовал в сборе латышского фольклора.
Опубликовал на латышском и русском языках:
- Сборник латышских народных песен (1873)
- Сборник брахилогизмов[10] (1881)
- Сборник сказок (1887)

Написал около 90 стихотворений.

## Память
- Памятник в Торнякалнсе (скульптор Гиртс Бурвис, 1997)[11].
- Именем Фрициса Бривземниекса названы улицы в Риге[латыш.][12], Лиепае и Юрмале.
- Латвийская академия наук учредила премию имени Фрициса Бривземниекса[13].